# چیزی دارم که به تو بگویم
چیزی دارم که به تو بگویم خاطره ای از چیسن بودجج در سال ۲۰۲۰ است. این کتاب توسط گروه انتشارات آتریا در سپتامبر ۲۰۲۰ منتشر شد و شامل موضوعاتی از اوایل زندگی او در یک خانواده محافظه کار، تجاوز جنسی، خشونت خانگی و ترس از آشکارسازی است. بودجج همچنین تجربیات خود را در جریان مبارزات انتخاباتی ریاست جمهوری همسرش در سال ۲۰۲۰ را بیان کرده‌است.

## محتوا
این کتاب شرح اوایل دوران زندگی چیسن است هرچند که او در این کتاب به ازدواجش با پیت بودجج و نقشش در کمپین انتخاباتی او نیز پرداخته‌است.

## استقبال
در آغاز، نسخه جلد گالینگور این کتاب در جایگاه ۱۲ فهرست کتاب‌های پرفروش نیویورک تایمز برای کتاب‌های غیر داستانی جلد گالینگور قرار گرفت.
این کتاب نظرات متفاوتی را به همراه داشت، برخی منتقدان آن را امیدوارکننده ندانسته‌اند. در واشینگتن پست، استیون پدرو نوشت، «کتاب او صداقت احساسی دربارهٔ داستان زندگی او را نشان می‌دهد، که شامل تجاوز جنسی، بی خانمانی، دور شدن از خانواده و زورگویی خانواده است. صراحت او طراوت بخش است و این موفقیت او را در انسانی سازی همسرش در مسیر مبارزات افزایش می‌دهد.» وی ادامه داد: «نقطه کور خاطرات برای عدم حمایت شهردار پیت در میان رای دهندگان سیاه پوست و لاتین تبار باعث می‌شود این کتاب، که از برخی جهات بسیار قدرتمند است، در نهایت ناامید کننده شود.»